# Судова палата (Софія)
Судова палата — громадська споруда на вулиці Бульвар Вітоша, 2 у Софії, Болгарія.

## Історія
Будівля займає 8500 кв метрів, займає цілий квартал і мала значний вплив на розвиток навколишніх районів міста. Це перша споруда такої величини у центрі Софії. Неокласицистичний фасад має натяки на візантійський та романський стиль. Інші сторони споруди мають спрощений дизайн. Всередині блоку є 8 невеликих внутрішніх двориків для розповсюдження природнього світла та вентиляції. Перед будинком розміщені скульптури левів (Велічко Мінеков). Інтер'єр багато оздоблений вітражами та мозаїками (художник Іван Пенков), скульптурами (Любомир Далчев, Кіріл Шіваров, Любен Діміртов), фресками (Дечко Узумов). Оздоблення здійснювали у синтезі неокласичного стилю та ар-деко. З 1980 по 1998 використовувався як історичний музей, наразі первісна функція відновлена і в ньому розміщується Верховний суд Болгарії.

## Галерея

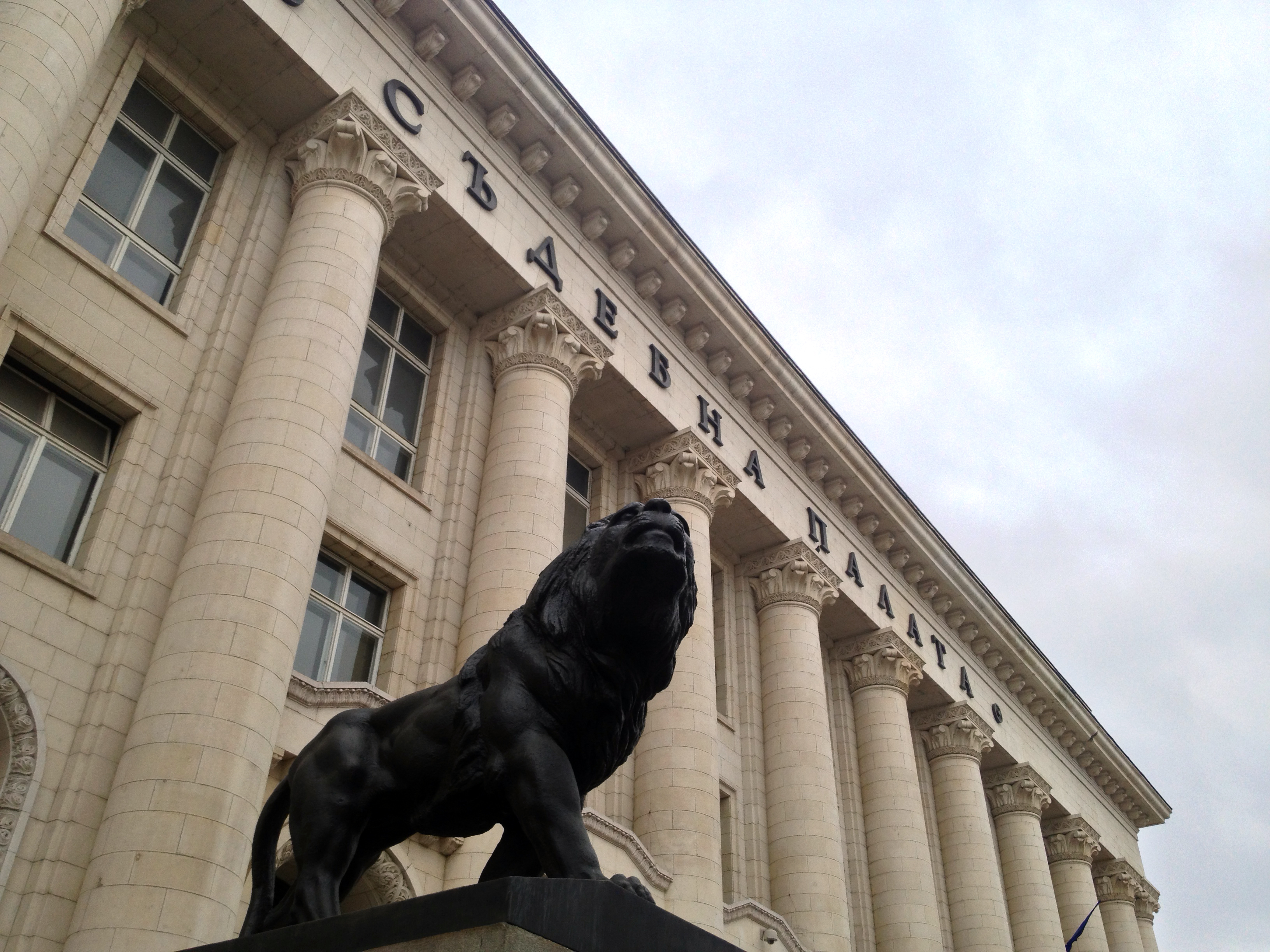
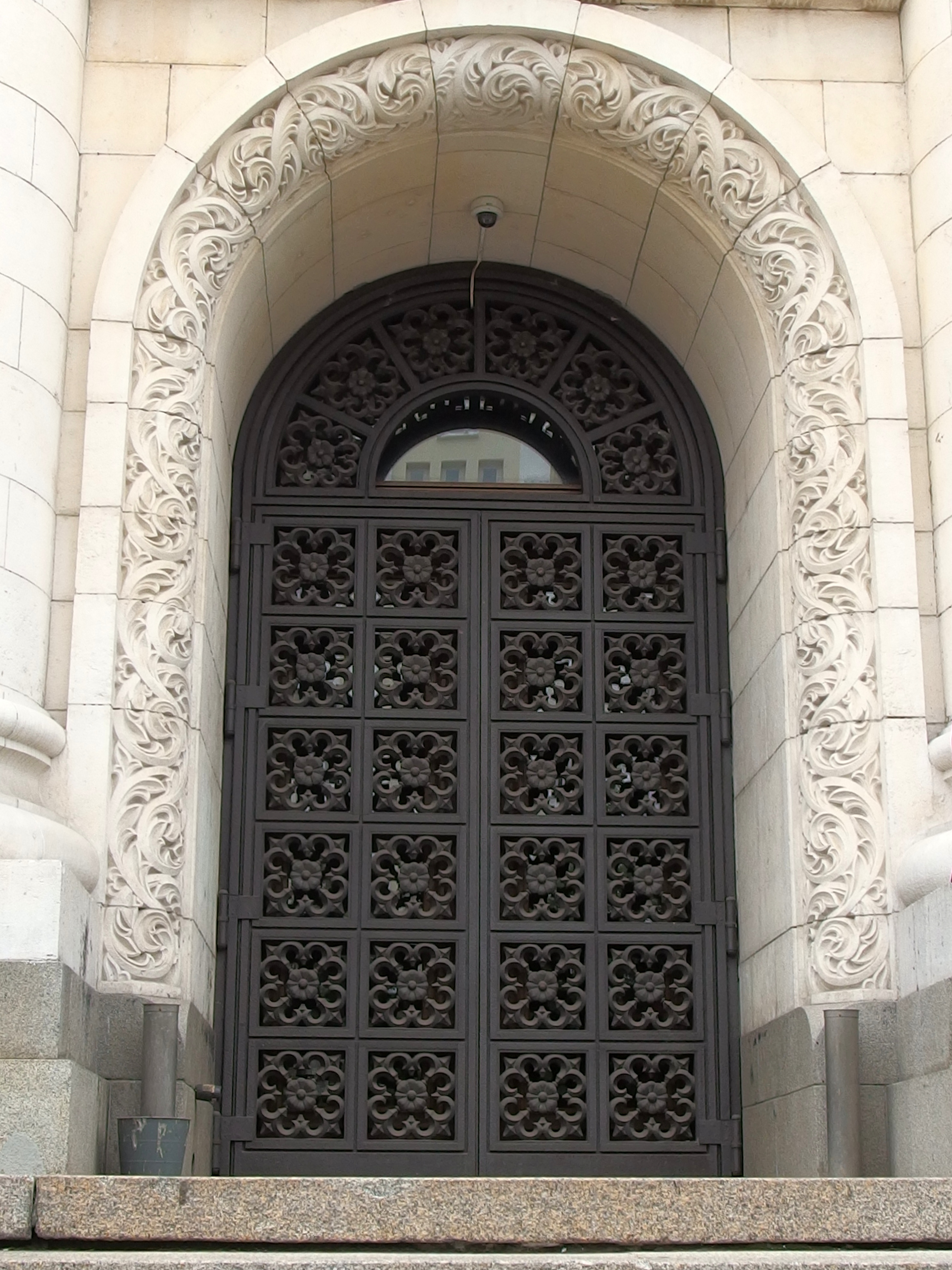
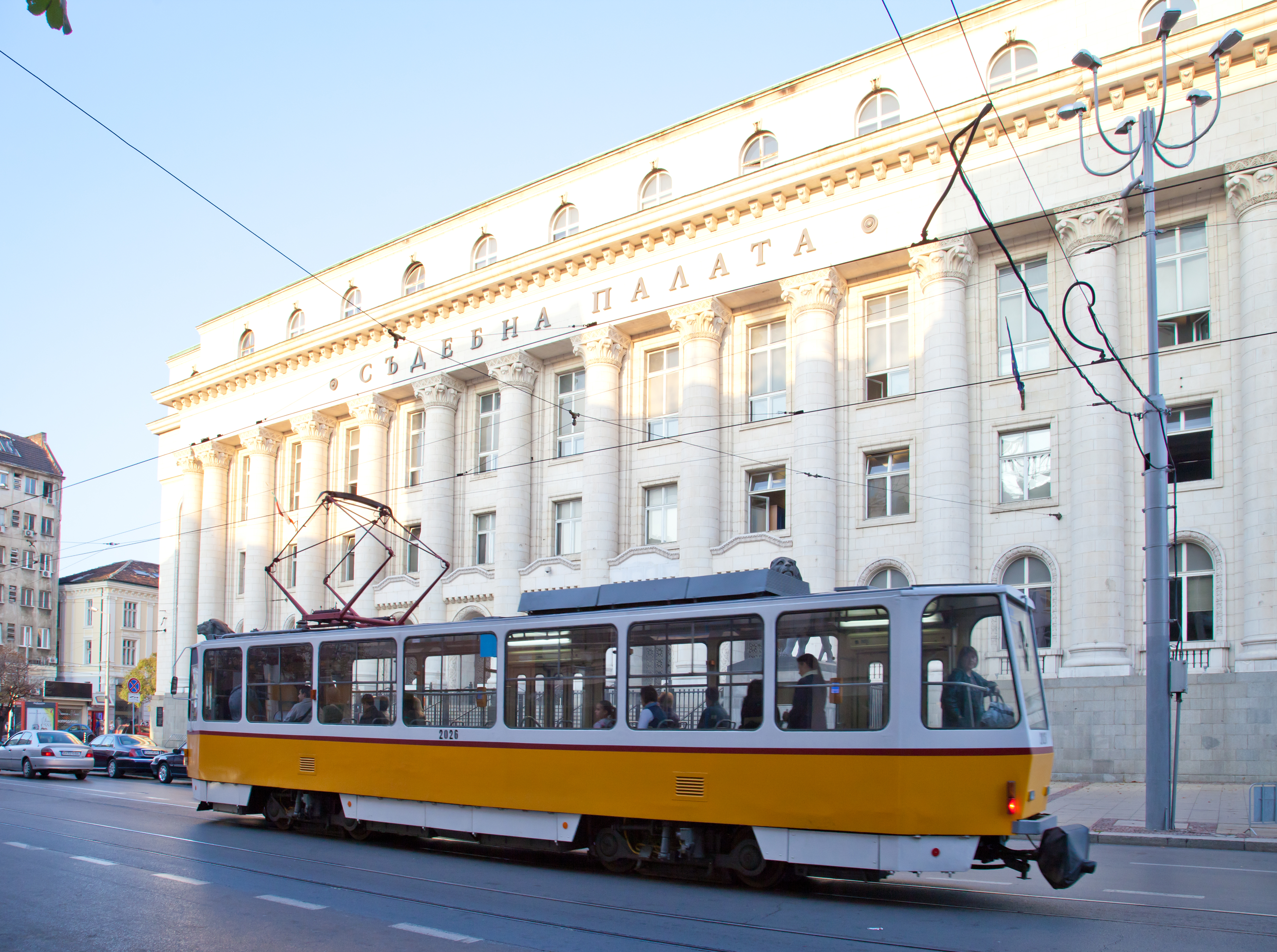
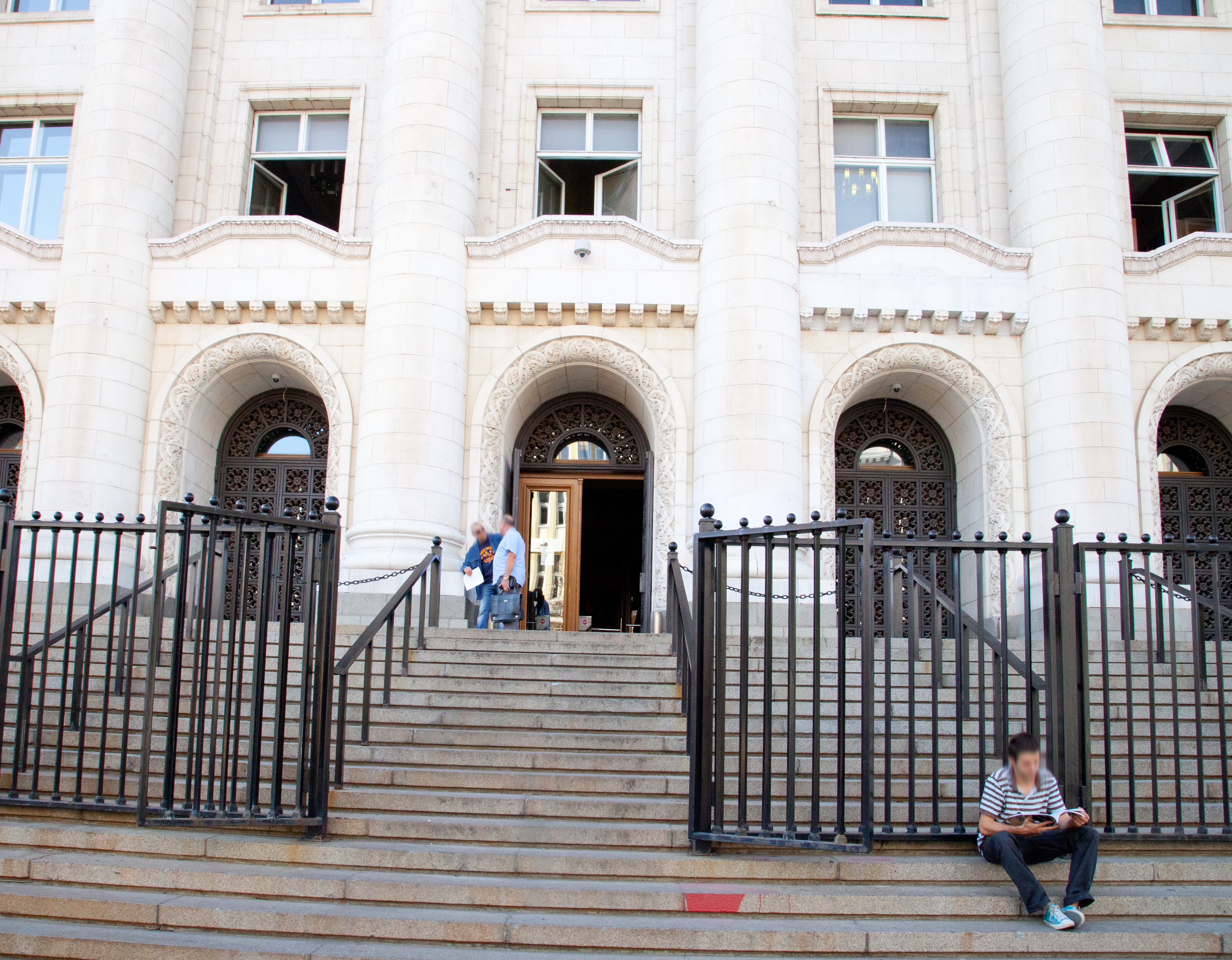